# Peter Mathias Spendrup
Peter Mathias Spendrup, (12. april 1747 – 9. marts 1828), dansk teolog, brændevinsbrænder og nær ven til Johannes Ewald. 
Mest kendt for at have konstrueret et alkoholmeter, som i flere år blev anvendt af det danske toldvæsen.
Måleenheden på alkoholmeteret, kaldet Spendrup grader, blev anvendt som angivelse af alkoholstyrke på tidens alkoholiske drikke. 
Spendrup grader blev senere erstattet med den i dag brugte procentangivelse for indholdet af ren alkohol.
Efternavnet Spendrup skyldes Peter Mathias' far, Mads Pedersen, der i 1736 forlod barndomsbyen Spentrup lidt nord for Randers og drog til København, hvor han slog sig ned som Mads Pedersen af Spendrup og gjorde det godt som brændevinsbrænder, en aktivitet som hans søn derefter fortsatte. 
I 1855 drog et af Spendrup familiens medlemmer, Jens Fredrik Oscar Spendrup, til Sverige, hvor han bosatte sig i Halland. Det fortsat eksisterende Spendrups Bryggeri grundlægges derefter i 1897 og er succesrige i produktion af øl og sodavand. Senest er brændevinsbrændingen genoptaget med bl.a. en Mads Vodka på angiveligt 7¼ grader Spendrup, svarende til en volumenprocent på 37,5%.